# عماد الطيب
عماد الطيب هو ممثل مصري شارك في العديد من الأعمال السينمائية والتليفزيونية واشتهر بأدائه لشخصية الضابط الخائن كريم حمدي في مسلسل الاختيار ج2.

## مسيرته الفنية
بدأ عماد الطيب مسيرته الفنية في عام 2012 عندما أدى شحصية عامل البار في كازينو باريس في مسلسل «فيرتيجو» ثُم شارك أيضًا في عدد من الأفلام السينمائية والأعمال التليفزيونية، وكان من أبرز أدواره في المسلسلات التليفزيونية أدائه لشخصية «جمال سالم» في مسلسل «الجماعة ج2» الذي كتبه الأديب الراحل وحيد حامد وعرض خلال شهر رمضان في عام 2017، كما اشتهر بأدائه لشخصية ضابط القوات الخاصة المفصول من الخدمة كريم حمدي في مسلسل «الاختيار ج2» الذي عُرض في عام 2021 من بطولة كريم عبد العزيز ومن إخراج بيتر ميمي.

## أعماله
| سنة العرض | اسم العمل                                                                          | نوع العمل   | الدور                    |
| --------- | ---------------------------------------------------------------------------------- | ----------- | ------------------------ |
| 2022      | المتهمة                                                                            | مسلسل       |                          |
| 2021      | الاختيار ج2                                                                        | مسلسل       | كريم حمدي                |
| 2021-2022 | قواعد الطلاق ال45 (The 45 Rules of Divorce) مقتبس من Girlfriends' Guide to Divorce | مسلسل       | الكابتن يوسف             |
| 2022      | سوتس                                                                               | مسلسل       | مروان                    |
| 2021      | أفراح إبليس (الجزء الثاني)                                                         | مسلسل       |                          |
| 2019      | شبر ميه                                                                            | مسلسل       | هشام                     |
| 2018      | الديزل                                                                             | فيلم        |                          |
| 2018      | ضد مجهول                                                                           | مسلسل       |                          |
| 2018      | طلق صناعي                                                                          | فيلم        |                          |
| 2018      | ممنوع الاقتراب أو التصوير                                                          | مسلسل       | ماجد                     |
| 2017      | الجماعة ج2                                                                         | مسلسل       | جمال سالم                |
| 2016      | نوايا بريئة                                                                        | مسلسل       |                          |
| 2015      | الكابوس                                                                            | مسلسل       |                          |
| 2015      | خطة بديلة                                                                          | فيلم        |                          |
| 2015      | مولانا العاشق                                                                      | مسلسل       |                          |
| 2014      | خطوات الشيطان (الجزء الثاني)                                                       | برنامج ديني | كريم                     |
| 2014      | صديق العمر                                                                         | مسلسل       | مساعد صلاح نصر           |
| 2014      | فرق توقيت                                                                          | مسلسل       | هاني                     |
| 2014      | قلوب                                                                               | مسلسل       | هشام عبد الحميد زميل أية |
| 2013      | آدم وجميلة                                                                         | مسلسل       | وليد شاهد الحادثة        |
| 2012      | فيرتيجو                                                                            | مسلسل       | هاني بارمان الكباريه     |

## روابط خارجية
- صفحة الممثل على موقع قاعدة بيانات الأفلام العربية